# 金厂镇 (马关县)
金厂镇，是中华人民共和国云南省文山壮族苗族自治州马关县下辖的一个乡镇级行政单位。

## 行政区划
金厂镇下辖以下地区：
金厂村、中寨村和老寨村。